# Манліо Брозіо
Манліо Джованні Брозіо (італ. Manlio Giovanni Brosio; нар. 10 липня 1897, Турин — 14 березня 1980, Турин) — італійський державний діяч, дипломат.

## Біографія
З юних років активно цікавився політикою.
Під час Першої світової війни добровільно вступив до армії. Служив у званні молодшого лейтенанта в частинах альпійських стрільців. Нагороджений Срібною медаллю.
Після війни вступив до руху «Ліберальна революція» (італ. Rivoluzione Liberale).
Під час фашистської диктатури був адвокатом в Турині.
Після падіння фашизму, під час німецької окупації стає членом Комітету національного визволення в Римі.
Після звільнення Італії, стає генеральним секретарем Ліберальної партії.
Жовтень 1944 — червень 1945 — міністр без портфеля в першому і другому уряді Бономі.
Червень — листопад 1945 — заступник голови Ради Міністрів Італії в уряді Паррі.
Грудень 1945 — липень 1946 — військовий міністр в уряді Де Гаспері.
1947–1951 — посол Італії в СРСР (Москва).
1951–1955 — посол Італії у Великій Британії (Лондон).
1955–1960 — посол Італії в США (Вашингтон).
1960–1964 — посол Італії у Франції (Париж).
1964–1971 — Генеральний секретар НАТО.
1972–1976 — сенатор Італії від Ліберальної партії і голова групи Ліберальної партії в Сенаті.
З січня 1979 року — голова Атлантичного комітету Італії.

## Нагороди
- Кавалер Великого хреста ордена «За заслуги перед Італійською Республікою» (1955)
- Президентська медаль Свободи (США, 1971)